# Hnum
Hnum ali Hnemu je bil eden od najzgodnejših egipčanskih božanstev, prvotno bog izvira Nila. Ker je vsakoletna poplava Nila v Egipt prinesla mulj in glino in življenje na poplavljena polja, je Hnum postal tudi ustvarjalec teles človeških otrok, ki jih je oblikoval iz gline na lončarskem  vretenu in jih prenesel  v materine  maternice. Kasneje so mu pripisovali tudi oblikovanje drugih bogov in mu dali ime Nebeški lončar in Gospod, ki ustvarja  stvari iz samega sebe.

## Splošno
Glavni središči čaščenja boga Hnuma sta bili dve mesti na Nilu: otok Elefantina in Esna. Na Elefantini so ga skupaj z boginjama Anuket in Satis častili kot varuha izvira Nila. Bil je tako pomemben, da so po njem imenovali otroke. Ime Khnum-Khufwy – Hnum je moj zaščitnik, na primer, je polno ime faraona Kufuja (Keops), graditelja Velike piramide v Gizi.
Hnum je bil povezan tudi z bogom Minom.

## Tempelj na Elefantini
Tempelj na Elefantini je bil posvečen Hnumu, njegovi ženi Satet in hčerki Anuket. Zgrajen je najkasneje v Srednjem kraljestvu. Med vladavino Enajste dinastije so na Elefantini dokazani Hnum, Satet in Anuket. Na Elefantini se je Hnum častil še v Novem kraljestvu, kar dokazujejo najdbe iz obdobja Ramzesa II.
Nasproti Elefantine je na vzhodnem bregu Nila mesto Asuan, kjer  so Hnum, Satet in Anuket upodobljeni na zidu kapele iz ptolemajskega obdobja. 

## Tempelj v Esni
Tempelj v Esni (Latopolis), v Starem Egiptu znani kot Iunit ali Ta-senet, je bil posvečen Hnumu, Neit, Heki in drugim božanstvom. Zgrajem je bil v ptolemajskem obdobju. V njem je Hnum včasih upodobljen s krokodiljo glavo. Njegovi glavni ženi sta  bili Nebt-uu in Menhit, njegov najstarejši sin Heka pa njegov naslednik. V besedilih iz Esne se Hnum in Neit omenjata kot bogova stvarnika -  Hnum se včasih imenuje »oče očetov«, Neit pa »mati mater«. Kasneje sta postala starša boga Raja, ki se včasih omenja kot Hnum-Ra.

## Ikonografija
V umetnosti se je Hnum običajno upodabljal kot moški z ovnovo glavo in lončarskim vretenom, na katerem so stala malo pred tem oblikovana otroška telesa. Pred tem se je upodabljal tudi bog voda z vrčem, iz katerega je tekel curek vode. Včasih so ga upodobili tudi kot sestavljeno bitje. Ena od njegovih glav je predstavljala vodo, druge tri pa Geba, ki je predstavljal zemljo, Šuja, ki je predstavljal zrak in Ozirisa, ki je predstavljal smrt.

## Drugo
V templju Ramzesa II. Beit el-Wali so poleg kipov Izide in Hora tudi kipi Hnuma, Satet in Anuket.Na drugih lokacijah, na primer v Herverju (morda Tuna el-Gebel) je Hnum kot oblikovalec in stvarnik človeškega telesa časih omenjen kot soprog boginj  Heket ali Meškent, ki sta v otroka ob rojstvu vdihnili življenje v obliki njegovega Kaja.